# Somebody to Die For
«Somebody to Die For» («Тот, за кого умрёшь») — сингл британского дуэта Hurts, который был выпущен 21 июля 2013 года. Сопродюсером песни также выступил Dan Grech-Marguerat (Лана Дель Рей, Моби).

## Исполнения
Трек был исполнен на специальной акустической сессии Spotify в январе 2013, а также 17 мая 2013 в акустической сессии для «The Biz Sessions» The Sun.

## Видеоклип
Видеоклип был срежиссирован Фрэнком Борином, который так же снял вторую версию видео на песню «Miracle» в 2013. Визуальные эффекты были созданы GloriaFX в Digital Ukraine. Клип был снят на Горе Спасения в пустыне рядом со Слэб-Сити всего в нескольких милях от Солтон-Си (Калифорния, США). Видео с околохристианскими образами продолжает религиозную тематику их предыдущего видео на песню «Blind».

## Список композиций
- Digital EP

1. «Somebody to Die For» (Radio Edit) — 3:20
2. «Somebody to Die For» (Unplugged) — 3:27
3. «Somebody to Die For» (Franz Novotny Remix) — 6:33
4. «Exile» (Freemasons Club Mix) — 7:11

- German EP

1. «Somebody to Die For» (Radio Edit) — 3:20
2. «Ohne Dich» — 4:31
3. «Somebody to Die For» (Unplugged) — 3:27
4. «Somebody to Die For» (Franz Novotny Remix) — 6:33
5. «Exile» (Freemasons Club Mix) — 7:11
6. «Somebody to Die For» (Music Video) — 3:50

## Чарты
| Чарт (2013)                                | Лучшая Позиция |
| ------------------------------------------ | -------------- |
| Бельгия/Фландрия (Ultratip Bubbling Under) | 85             |
| Австрия (Ö3 Austria Top 40)                | 57             |
| Швейцария (Schweizer Hitparade)            | 62             |
| Германия (GfK)                             | 46             |

## Издания
| Страна         | Дата            | Формат               |
| -------------- | --------------- | -------------------- |
| Бельгия        | 19 июля 2013    | Цифровая дистрибуция |
| Нидерланды     | 19 июля 2013    | Цифровая дистрибуция |
| Финляндия      | 19 июля 2013    | Цифровая дистрибуция |
| Дания          | 19 июля 2013    | Цифровая дистрибуция |
| Швеция         | 19 июля 2013    | Цифровая дистрибуция |
| Норвегия       | 19 июля 2013    | Цифровая дистрибуция |
| Италия         | 19 июля 2013    | Цифровая дистрибуция |
| Португалия     | 19 июля 2013    | Цифровая дистрибуция |
| Россия         | 19 июля 2013    | Цифровая дистрибуция |
| Филиппины      | 19 июля 2013    | Цифровая дистрибуция |
| Сингапур       | 19 июля 2013    | Цифровая дистрибуция |
| Австралия      | 19 июля 2013    | Цифровая дистрибуция |
| Бразилия       | 19 июля 2013    | Цифровая дистрибуция |
| Великобритания | 21 июля 2013    | Цифровая дистрибуция |
| Германия       | 30 августа 2013 | ЦД, CD               |

## Коллектив
- Hurts — клавишные, слова, музыка, программирование, продюсирование
- Dan Grech-Marguerat — звукоинженер, продюсирование
- Jakob Hermann — звукорежиссёр
- Duncan Fuller — помощник звукорежиссёра
- Pete Watson — фортепиано
- Paul Walsham — ударные
- Wil Malone — дирижёр, аранжировщик
- Boguslaw Kostecki, Cathy Thompson, Chris Tombling, Dermot Crehan, Emil Chakalov, Emlyn Singleton, Gaby Lester, Jonathan Rees, Julian Leaper, Liz Edwards, Maciej Rakowski, Mark Berrow, Patrick Kiernan, Perry Montague-Mason, Peter Hanson, Rita Manning, Tom Pigott-Smith, Warren Zielinski — скрипка
- Andy Parker, Bruce White, Garfield Jackson, Rachel Stephanie Bolt, Steve Wright, Vicci Wardman — альт
- Allen Walley, Mary Scully, Steve Mair — виола[11]